# Washington-Slagbaai-Nationalpark

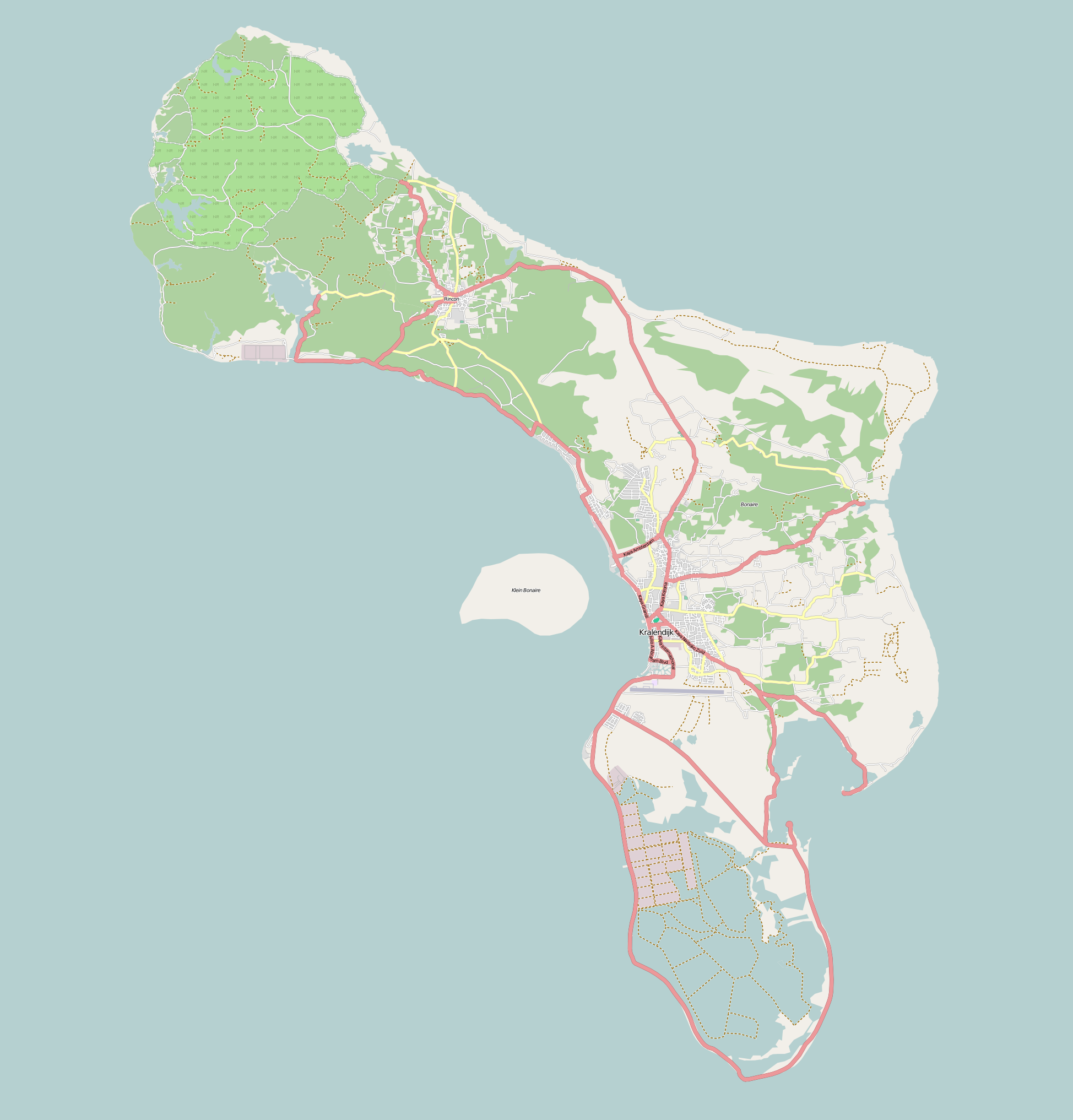
Washington-Slagbaai-Nationalpark (hellgrün, schraffiert markiert)

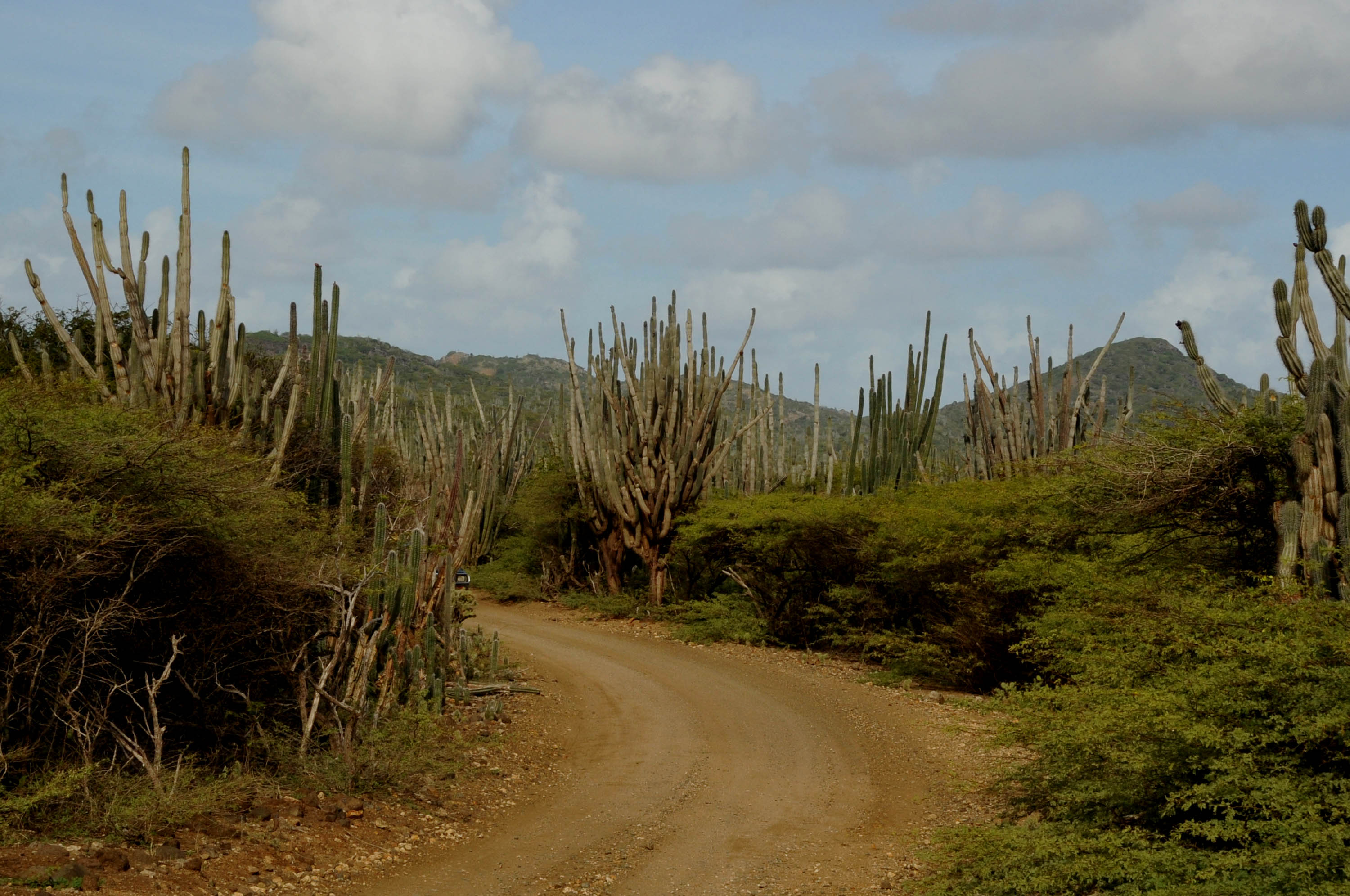

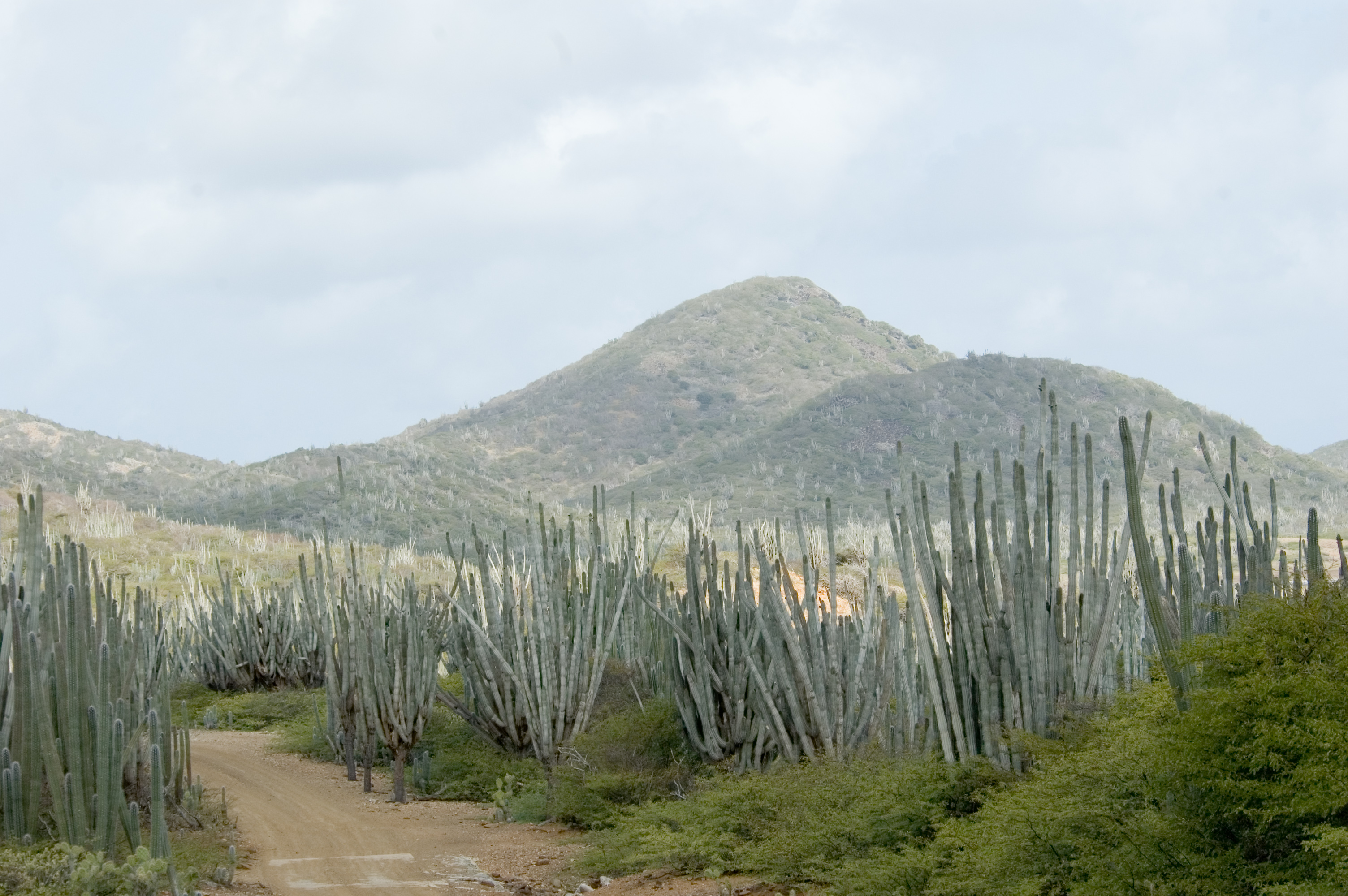
Blick auf den Brandaris

Der Washington-Slagbaai-Nationalpark (Niederländisch: Washington Slagbaai Nationaal Park; Papiamentu: Parke Nashonal Washington Slagbaai; Englisch: Washington Slagbaai National Park) ist ein Nationalpark auf der Insel Bonaire in der Karibik. 
Der  Park befindet sich im Nordwesten von Bonaire. Das Gebiet besteht aus Dünen, Strand, Mangroven, Salinen (Salzseen) und Wald. Das Schutzgebiet der ehemaligen Plantage „Washington“ einschließlich des natürlichen Hafens Slagbaai (Schlachtbucht) umfasst eine Fläche von rund 5.643 Hektar. Der Park wurde 1969 eingerichtet.
Die Salinen „Slagbaai“ und „Goto“ wurden von der Ramsar-Konvention im Jahr 1971 als internationales Schutzgebiet ausgewiesen. Im Nationalpark liegt der höchste Berg der Insel, der Brandaris, mit einer Höhe von 241 Metern. 
Die Geschäftsführung und Überwachung liegt in den Händen der Nationalen Parks Foundation Bonaire (STINAPA), die auch den Bonaire National Marine Park verwaltet. Das Besucherzentrum am Eingang des Parks bietet einen Einblick über die wechselvolle Geschichte der Nutzung der ehemaligen Plantage.

## Flora und Fauna
Die Flora umfasst etwa 340 Arten. Viele der Pflanzenfamilien (ca. 40 %) werden von nur einer einzigen Art vertreten. Die Salinen sind ein besonderes Gebiet und Heimat der Flamingos, denen man dort ein Schutzgebiet für den Bau ihrer Schlammnester eingerichtet hat.
Zu den besonders geschützten Papageienarten gehört die Gelbschulteramazone. Die Chance für die Küken, im Nest zu überleben, ist sehr gering. Ratten, wild lebende Katzen und auch andere Vögel fressen die Eier, aber die größte Gefahr ist der Mensch. Sie nehmen die Küken aus ihren Nestern, um sie zu verkaufen. Der Handel ist inzwischen durch ein internationales Übereinkommen (CITES) verboten. Seit 2008 hat sich die Population wieder erhöht.